# Cnephia orenburgica
Cnephia orenburgica är en tvåvingeart som beskrevs av Yankovsky 1996. Cnephia orenburgica ingår i släktet Cnephia och familjen knott. Inga underarter finns listade i Catalogue of Life.